# Indian Standard Code for Information Interchange
L'Indian Standard Code for Information Interchange o ISCII (in italiano: Codice standard indiano per lo scambio di informazioni) è uno schema di codifiche per rappresentare diversi sistemi di scrittura dell'India.
Codifica le principali scritture indiane e una traslitterazione latina (romanizzazione).
Le scritture supportate sono: Assamese, Bengali, Devanagari, Gujarati, Gurmukhi, Kannada, Malayalam, Oriya, Tamil e Telugu.
L'ISCII non codifica i sistemi di scrittura dell'India basati sull'alfabeto arabo, che sono invece codificati dal PASCII.